# Micheline Calmy-Rey
Micheline Calmy-Rey (Sion, 8 luglio 1945) è una politica svizzera, membro del Consiglio federale svizzero dal 2003 al 2011.
Membro del Partito Socialista Svizzero, è stata capo del Dipartimento federale degli affari esteri dal 2003 al 2011 e Presidente della Confederazione svizzera nel 2007 e nel 2011.

## Carriera

### Studi
Studia alla Scuola di commercio di Saint-Maurice e consegue la maturità commerciale a Sion. Si diploma in Scienze politiche all'Istituto di alti studi internazionali dell'Università di Ginevra. Dirige un'impresa di diffusione di libri fino al 1997.

### Politica
È iscritta al Partito Socialista.
- 1981-1997: Gran consigliera del Canton Ginevra;
- 1986-1990: Presidente della sezione ginevrina del PSS;
- 1992-1993: Presidente del Gran Consiglio ginevrino;
- 1993-1997: Presidente della sezione ginevrina del PSS;
- novembre 1997: eletta nel Consiglio di Stato del Canton Ginevra;
- 4 dicembre 2002: eletta in Consiglio federale;
- 13 dicembre 2006: eletta Presidente della Confederazione Elvetica.
- 8 dicembre 2010: eletta Presidente della Confederazione Elvetica per la seconda volta.

#### Consigliera di Stato
Per tutta la sua presenza nel Consiglio di Stato ginevrino ricopre la carica di ministra delle finanze. Presiede il collegio dal 2001 al 2002. 
Per parecchio tempo, il suo bilancio nel Consiglio di Stato ginevrino è stato considerato positivo. Ma, poco dopo la sua elezione nel Consiglio federale, questa tesi è stata confutata in quanto il suo ultimo rapporto delle finanze cantonali parlava di un attivo di 87 milioni di franchi, quando invece - per un "errore di stima" - era di più di 500 milioni di disavanzo.

#### Consigliera federale
Il 4 dicembre 2002, dopo essere stata scelta dal suo partito insieme con la friborghese Ruth Lüthi, è stata eletta al sesto turno di scrutinio per 131 voti a 68. Viene subito preposta a dirigere il Dipartimento federale degli affari esteri concludendo gli accordi bilaterali bis con l'Unione europea.
Dopo l'uscita di Ruth Metzler-Arnold dal collegio nel dicembre 2003 è stata la sola donna all'interno del governo elvetico fino al 14 giugno 2006, data dell'elezione in Consiglio federale della democristiana Doris Leuthard. Nel 2006 è vicepresidente della Confederazione. Nel 2010 è eletta vicepresidente della Confederazione, subentrando dal 1º novembre 2010 al 31 dicembre 2010 al collega, dimissionario, Moritz Leuenberger.

#### Presidente della Confederazione svizzera

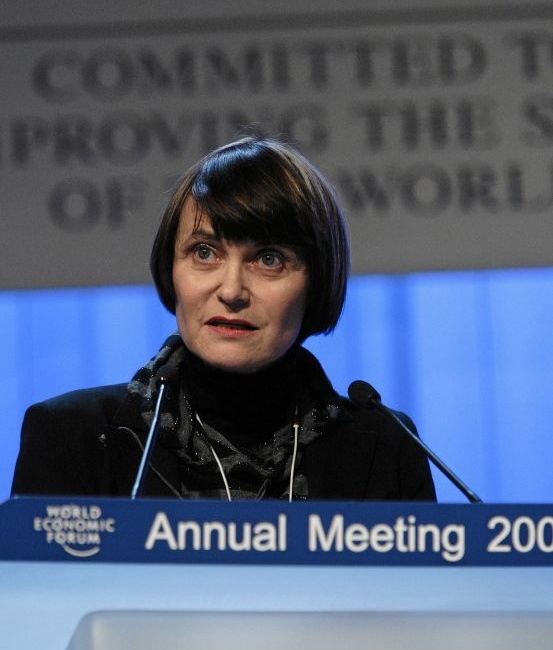
Calmy-Rey al Forum economico mondiale (WEF) di Davos, 2007

Il 13 dicembre 2006 viene eletta Presidente della Confederazione Elvetica per il 2007 con il risultato non eccezionale di 147 voti (su 192 schede valide). Bisogna risalire al 1939 per trovare un risultato altrettanto basso (elezione di Marcel Pilet-Golaz). Sono mancati i consensi dell'Unione Democratica di Centro, partito politico tendenzialmente sfavorevole alla sua politica estera considerata troppo intraprendente per un paese di tradizione neutrale come la Svizzera. Micheline Calmy-Rey è la seconda donna, dopo Ruth Dreifuss, a rivestire questa carica. Nello stesso giorno è stato eletto Vicepresidente Pascal Couchepin, responsabile del dipartimento federale dell'interno.
L'8 dicembre 2010 Calmy-Rey viene eletta per la seconda volta alla presidenza per il 2011 con il risultato di 106 voti (su 189 schede valide), si è trattato del peggior risultato di tutti i tempi nell'elezione di un Presidente della Confederazione. Il 7 settembre 2011 decide di non ricandidarsi quale consigliera federale alle elezioni di dicembre. Al suo posto, il 14 dicembre, venne eletto il collega di partito Alain Berset.

## Posizioni politiche
Micheline Calmy-Rey è un'europeista. Nel febbraio 2014, ha detto che la Svizzera deve aderire all'UE per entrare nel gioco decisionale continentale. Nel 2016, deplora l'impatto della Brexit sulla sovranità europea, ma raccomanda tuttavia alla Svizzera di aprire a Londra perché i due paesi si trovano ora in una configurazione simile rispetto al potere europeo.

## Critica

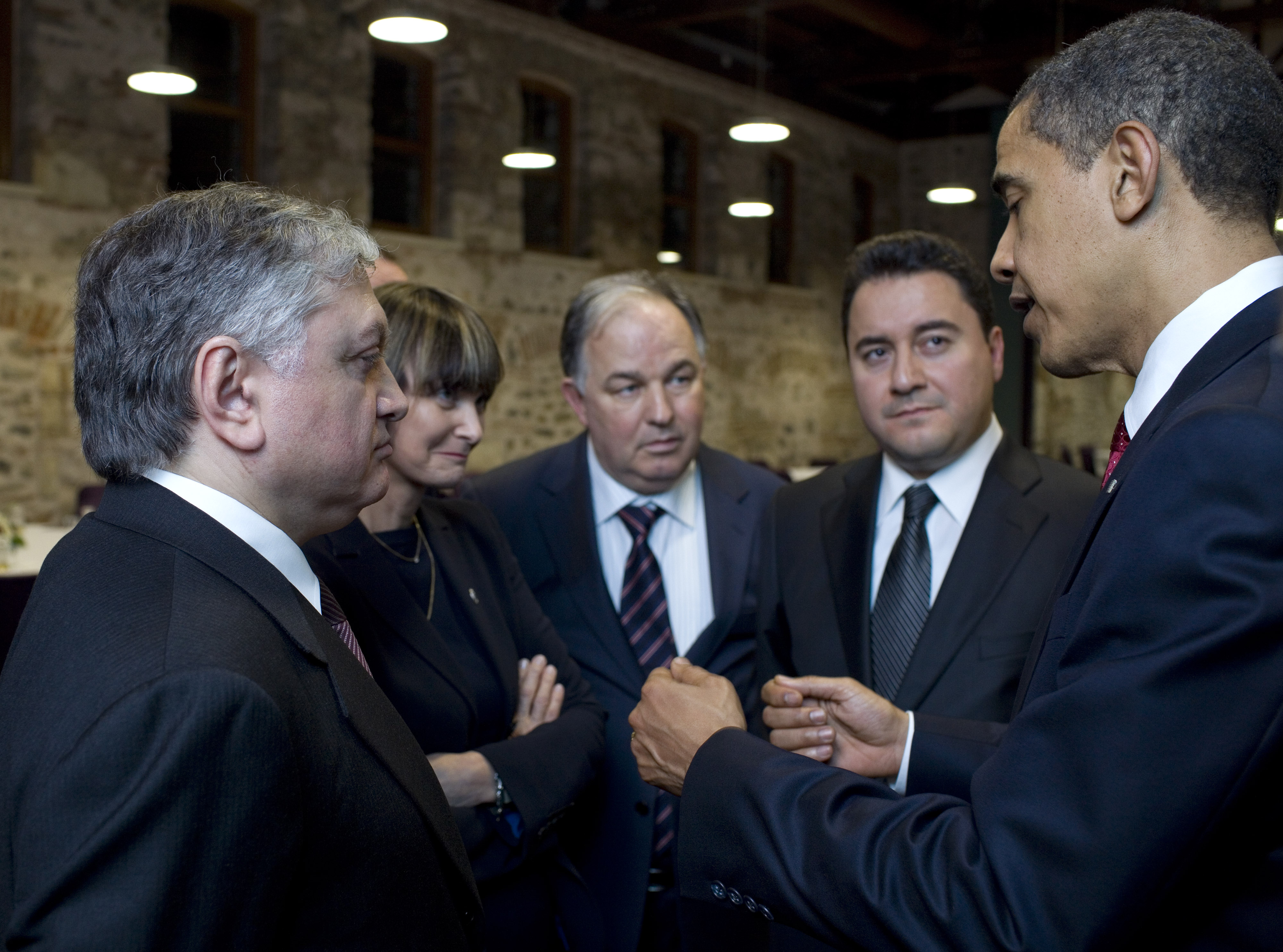
Calmy-Rey mentre parla con il presidente americano Barack Obama, insieme ai ministri degli esteri turchi e armeni

Per la sua interpretazione del principio di neutralità e per le sue ripetute critiche pubbliche a Israele e agli Stati Uniti, è criticata dalla destra politica, in particolare dall'UDC.
La sua presenza personale a Priština fu in parte interpretata in Svizzera come la "prima convalida diplomatica" del governo Thaçi, che si preoccupa solo timidamente della gestione dei crimini di guerra nelle sue file. In generale, la diplomazia di viaggio di Micheline Calmy-Rey ha sollevato interrogativi sulla futura politica estera svizzera, sia da parte dei partiti borghesi in Svizzera che all'estero.
La conclusione del contratto di fornitura di gas naturale con l'Iran è stata criticata da Ronald Lauder, presidente del Congresso ebraico mondiale. Ha detto che il denaro permetterebbe a Teheran di costruire missili e uccidere cittadini israeliani. Sebbene la conclusione del contratto possa sembrare discutibile dal punto di vista dei diritti umani, da un punto di vista giuridico non lo è, perché le sanzioni ONU contro l'Iran non riguardano esplicitamente i prodotti petroliferi. Neanche questo era un trattato internazionale. Tuttavia, è stata accusata di aver legittimato la loro fraternità per aver firmato il contratto in modo diplomatico.
Calmy-Rey è stata altresì criticata per essere stata troppo compiacente nei confronti di organizzazioni islamiche radicali come Hamas.

## Vita privata
Micheline Calmy-Rey è figlia di Charles e Adeline Rey; suo padre era un insegnante e un capo plotone. Ha due sorelle di nome Marie-José ed Eliane. Eliane Rey (* 1953) è membro del PLR e dal 2002 al 2006 è membro del governo della città di Losanna.
Micheline Calmy-Rey era sposata dal 1966 con André Calmy, che morì nell'agosto 2015, poco prima del suo 75º compleanno. I due hanno avuto due figli, Raphaël e Alexandra, oltre a tre nipoti. Calmy-Rey vive a Ginevra.

## Distinzioni
2011: Premio Diaspora per il suo ruolo nel riconoscimento dello stato del Kosovo
2012: Medaglia d'Onore della Repubblica di Armenia
2012: Doctor Honoris Causa dell'Università Internazionale di Ginevra
2014: Ordine dell'amicizia della Federazione Russa in riconoscimento del suo contributo per rafforzare l'amicizia e la cooperazione tra Russia e Svizzera
2017: cittadino onorario di Viti, Kosovo
Una targa in onore di Micheline Calmy-Rey è stata collocata nell'agosto 2017 a Vitina, in Kosovo, in memoria del ruolo svolto dall'ex consigliera federale (responsabile del Dipartimento federale degli affari esteri nel 2003-2011) per l'indipendenza del paese acquisita nel 2008.

## Pubblicazioni
- « The Art and Science of Negociations : “De–Politicizing and Technicizing Negotiations”, in WTO Accessions - The Upper Floors of the Trading System, WTO & Cambridge University Press (in Druck).
- « Doktrin in globalen Kontext », in Konrad Hummler et Franz Jaeger, Kleinstaat Schweiz – Auslauf- oder Erfolgsmodell?, Zürich, NZZ Libro, 2017
- Die Schweiz, die ich uns wünsche. Übersetzt aus dem Französischen von Irma Wehrli, mit einem Vorwort von Charles Lewinsky. Nagel & Kimche, Zürich 2014, ISBN 978-3-312-00610-6.
- La Suisse que je souhaite. Lausanne, Éditions Favre, 2014
- « The Swiss Model », Horizons, Autumn 2014
- « Justice sociale et liberté politique selon Calvin : clarification et perspectives », La Vie Protestante, Genève 2010